# ハイコ・フンガー
ハイコ・フンガー（Heiko Hunger, 1964年6月24日 - ）は、東ドイツ、ドレスデン県（現在のザクセン州の一部）Sebnitz出身の元ノルディック複合、スキージャンプ選手。東ドイツおよびドイツ代表として国際大会で活躍した。

## プロフィール
フンガーはクリンゲンタールのSC Dynamo Klingenthalでノルディックスキー複合の競技生活を始め、1983年のノルディックスキージュニア世界選手権（フィンランド、クオピオ）ではノルディック複合個人で金メダルを獲得。翌1984年のジュニア世界選手権（ノルウェー、トロンハイム）ノルディック複合団体で金メダルを獲得した。また、ノルディックスキー世界選手権複合団体で4位となった。
1984-1985シーズンはノルディック複合・ワールドカップで初勝利、1985年ノルディックスキー世界選手権では複合個人4位、複合団体金メダルを獲得した。
フンガーはジャンプを得意とし、1980年代後半にはジャンプ専門に転向した。1987年と1988年の東ドイツ選手権90m級で2連覇している。1988年3月18日、ノルウェーのメルダルでスキージャンプ・ワールドカップにデビューし、8位となった。1989年ノルディックスキー世界選手権にはジャンプで出場し、90m級37位、70m級30位となった。
1990-1991シーズンの初めにサンダーベイ（カナダ）で自己最高位となる4位、1991年ノルディックスキー世界選手権では団体戦でイェンス・バイスフロク、ディーター・トーマ、アンドレ・キーゼヴェッターとともに銅メダルを獲得した。
1992年のアルベールビルオリンピックに初めて出場、ラージヒルでは59位と振るわなかったもののノーマルヒルで7位、団体では5位に入った。このシーズン限りで現役を引退し、シュトゥットガルトやジーベンヒッツなどで家族と暮らしている。